# Ali Cobrin
Ali Cobrin (n. 21 de julio de 1989) es una actriz estadounidense conocida por interpretar a Kara en American Pie: el reencuentro.

## Filmografía
| Año  | Título                                | Rol            | Notas        |
| ---- | ------------------------------------- | -------------- | ------------ |
| 2008 | Jack Turner and the Reluctant Vampire | Val            | Cortometraje |
| 2008 | One                                   | Jess           | Cortometraje |
| 2009 | The Hole                              | Tiffany        |              |
| 2010 | Cold Cabin                            | Kate           |              |
| 2012 | American Reunion                      | Kara           |              |
| 2012 | Life's an Itch                        | Gillian Gracin |              |
| 2014 | Neighbors                             | Whitney        |              |
| 2014 | Girl House                            | Kylie Atkins   |              |
| 2014 | Lap Dance                             | Monica         |              |
| 2014 | A Beautiful Now                       | Tracey         |              |
| 2014 | Outlaw                                | Joan           |              |
| 2015 | Connected                             | Julia          | Cortometraje |
| 2018 | The Iron Orchard                      | Lee Montgomery |              |

| Año  | Título                               | Rol                | Notas                                    |
| ---- | ------------------------------------ | ------------------ | ---------------------------------------- |
| 2010 | Look: The Series                     | Molly              | Papel principal; 11 episodios            |
| 2010 | Kings by Night                       | Amber              | Piloto no emitido para Spike             |
| 2011 | Friends with Benefits                | Hope Prater        | Episodio: "The Benefit of Being Shallow" |
| 2015 | The Unauthorized Melrose Place Story | Daphne Zúñiga      | Película para TV                         |
| 2018 | Deadly Matrimony                     | Parker Wyndham     | Película para TV                         |
| 2020 | My Birthday Romance                  | Callie             | Película para TV                         |
| 2024 | Los Baxter                           | Kari Baxter Jacobs |                                          |